# Dorans
Dorans is een gemeente in het Franse departement Territoire de Belfort (regio Bourgogne-Franche-Comté) en telt 563 inwoners (2004). De plaats maakt deel uit van het arrondissement Belfort.

## Geografie
De oppervlakte van Dorans bedraagt 3,8 km², de bevolkingsdichtheid is 148,2 inwoners per km².
De onderstaande kaart toont de ligging van Dorans met de belangrijkste infrastructuur en aangrenzende gemeenten.

## Demografie
Onderstaande figuur toont het verloop van het inwonertal (bron: INSEE-tellingen).